# Чемпионат Туркменистана по боксу
Чемпионат Туркмении по боксу — спортивное соревнование по боксу среди любителей, ежегодно проводимое Федерацией бокса Туркмении.

## Чемпионаты Туркмении по боксу среди мужчин
| Год  | Город   | Место проведения         | Дата            | Кол-во участников | Примечание |
| ---- | ------- | ------------------------ | --------------- | ----------------- | --- |
| 2007 | Ашхабад | Спорткомплекс «Акча»     | 2 — 9 декабря   |                   | |
| 2008 | Мары    | Спорткомплекс «Огуз»     | 4 — 8 декабря   |                   | |
| 2009 | Ашхабад | Спорткомплекс «Кувветли» | 1 — 6 марта     |                   | [ 1 ] |
| 2010 | Хазар   | Спорткомплекс «Хазар»    | 8 — 11 декабря  |                   | |
| 2011 | Ташауз  | Спорткомплекс «Гучли»    | 7 — 12 декабря  | 95                | Якуб Мередов (весовая категория до 56 кг), Фарух Ёмудов (60 кг), Нурмамет Текаев (75 кг), Арслан Ачилов (81 кг), призёр международного турнира Гундогды Нурмухамедов (91 кг) и Рахым Касимов (свыше 91 кг). Стали чемпионами и представители сборной команды Дашогуза — Ислам Нурметов (49 кг), Зуфар Сапарбаев (52 кг), Алимбай Сабуров (64 кг) и Бахтиёр Машарипов (69 кг). |
| 2012 | Ашхабад | Спорткомплекс «Галкыныш» | 9 — 12 ноября   | 100               | Сердар Худайбердыев, Мурад Паззыев, Джемал Амангельдыев, Рамазан Нурыев, Зарип Джумаев, Якуб Мередов, Арсланбек Ачилов, Шатлык Сарыев (все из Ашхабада), дашогузцы Хурсанд Иманкулиев,Тимур Таджимов, Тимур Халилов, Бахтияр Машарипов и Лебапского велаята — Азиз Ачилов. Заслуженный тренер Туркмении Шохрат Курбанов и судья международной категории Нурмухаммед Потдыев.  |
| 2013 | Ашхабад | Спорткомплекс «Галкыныш» | 17 — 22 декабря | 200               | [ 4 ] |
| 2014 | Берекет | Спорткомплекс «Искендер» | 12 — 15 декабря |                   | Запланировано |

## Чемпионаты Туркмении по боксу среди женщин
| Год  | Город       | Место проведения         | Дата            | Примечание    |
| ---- | ----------- | ------------------------ | --------------- | ------------- |
| 2007 | Ашхабад     | Спорткомплекс «Акча»     | 2 — 9 декабря   |               |
| 2008 | Мары        | Спорткомплекс «Огуз»     | 4 — 8 декабря   |               |
| 2009 | Ашхабад     | Спорткомплекс «Кувветли» | 3 — 8 декабря   |               |
| 2010 | Хазар       | Спорткомплекс «Хазар»    | 8 — 11 декабря  |               |
| 2011 | Туркменабат | Спорткомплекс «Гучли»    | 7 — 12 декабря  |               |
| 2012 | Ашхабад     | Спорткомплекс «Галкыныш» | 9 — 12 ноября   |               |
| 2013 | Ашхабад     | Спорткомплекс «Галкыныш» | 17 — 22 декабря |               |
| 2014 | Берекет     | Спорткомплекс «Искендер» | 10 — 16 декабря | Запланировано |